# Chumbawamba
Chumbawamba var en brittisk musikgrupp från Leeds som bildades 1982 och upplöstes 2012. 

## Medlemmar

### Ordinarie medlemmar
- Boff Whalley – sång, gitarr, ukelele, klarinett (1982–2012)
- Lou Watts – sång, gitarr, slagverk, keyboard (1982–2012)
- Alice Nutter – sång, slagverk (1982–2004)
- Dunstan Bruce – sång, basgitarr, saxofon, slagverk (1982–2004)
- Danbert Nobacon – sång, keyboard (1982–2004)
- Harry "Daz" Hamer – sång, trummor, programmering, slagverk (1984–2004)
- Jude Abbott – sång, blockflöjt, flöjt, trumpet (1996–2012)
- Neil Ferguson – sång, gitarr, basgitarr (1999–2012)
- Dave "Mavis" Dillon – sång, trumpet, valthorn, basgitarr (1984–1995)
- Paul Greco – basgitarr (1992–1999)
- Phil Moody – dragspel, sång (2007–2012)

### Gästmusiker
- Simon "Commonknowledge" Lanzon – sång, keyboard, piano, dragspel
- MC Fusion – sång
- Cobie Laan – sång
- Stephen Blood – maracas, valthorn
- Jimmy Echo – sång
- B.J. Cole – gitarr
- Coope, Boyes & Simpson (vokaltrio) – sång
- The Charlie Cake Marching Band
- Oysterband
- Roy Bailey – sång
- Robb Johnson – sång
- Jo Freya – saxofon
- Belinda O'Hooley – piano
- Michelle Plum – sång, keyboard

## Diskografi

### Studioalbum
- Pictures of Starving Children Sell Records (1986)
- Never Mind the Ballots (1987)
- English Rebel Songs 1381–1984 (1988)
- Slap! (1990)
- Shhh (1992)
- Anarchy (1994)
- Homophobia (1994)
- Swingin' With Raymond (1996)
- Tubthumper (1997)
- What You See Is What You Get (2000)
- Readymades (2002)
- Revengers Tragedy (2003) (soundtrack)
- UN (2004)
- Singsong and a Scrap (2006)
- The Boy Bands Have Won (2008)
- ABCDEFG (2010)
- Big Society! (2012)
- In Memoriam: Margaret Thatcher (2013)

### Livealbum
- Showbusiness! (1995)
- Get On with It (2006)

### Samlingsalbum
- Uneasy Listening (1998)
- Shhhlap! (2003)

### Singlar (topp 100 påUK Singles ChartellerUK Indie Chart)
- "Revolution" (1985) (UK Indie #4)
- "We Are the World?" (1986) (UK Indie #4)
- "Smash Clause 28! Fight the Alton Bill!" (1988) (UK Indie #5)
- "Enough Is Enough" (1993) (UK #56)
- "Timebomb" (1993) (UK #59)
- "Tubthumping" (1997) (UK #2)
- "Amnesia" (1998) (#10)
- "Top of the World (Olé, Olé, Olé)" (1998) (UK #21)